# Nobuta wo Produce
Nobuta wo Produce (jap. 野ブタ。をプロデュース Nobuta. wo purodyūsu) – japoński serial obyczajowy emitowany na antenie NTV od 10 października do 17 grudnia 2005, oparty na powieści autorstwa Gena Shiraiwy.

## Opis fabuły
Shūji Kiritani (Kazuya Kamenashi) to popularny chłopak, który ze wszystkimi potrafi się zaprzyjaźnić. Jedyną osobą, której Shūji nie może znieść jest Akira Kusano (Tomohisa Yamashita). Shūji uważa, że Akira jest denerwujący, ponieważ ciągle się śmieje, mówi i dziwnie się zachowuje. Sytuacja w szkole zaczyna robić się ciekawa wraz z przybyciem nowej uczennicy – Kotani Nobuko (Maki Horikita), która jest zakompleksioną dziewczyną, nad którą się znęcano w poprzedniej szkole. Shūji i Akira zaczęli współpracować ze sobą, aby „wyprodukować” Nobuko na najpopularniejszą dziewczynę w szkole. Jednym z warunków tego porozumienia jest działanie w tajemnicy, co często prowadzi do śmiesznych sytuacji. Odmienne charaktery przyjaciół oddziałują na siebie nawzajem i pomagają zmienić się na lepsze.

## Bohaterowie

### Główni

#### Kiritani Shūji
Shūji uważa, że wszystko jest grą, dlatego też żyje w kłamstwie. Wierzy, że jeśli będzie zachowywał się „luzacko”, osiągnie swój cel, bez rozczarowań. Jednak w rzeczywistości to samotny chłopak. Mimo że nic nie czuje do swojej dziewczyny, Mariko, jada z nią lunch, ponieważ umacnia to jego pozycję w szkole. Swoją prawdziwą twarz pokazuje tylko Kusano i Kotani, których uważa za swoich jedynych i prawdziwych przyjaciół. Kiritani zawsze spycha siebie na drugi plan i nie potrafi powiedzieć „nie”. Nigdy nie narzeka, a swoje uczucia zachowuje dla siebie. Jest bardzo dobrym starszym bratem.

#### Kusano Akira
Kusano nie jest popularny. Jego głupkowate zachowanie powoduje, że Kiritani go nie lubi, jednak mimo różnic charakteru stają się przyjaciółmi. Pochodzi z bogatej rodziny i to właśnie on z reguły finansuje produkcję Nobuko. Akira nie chce iść w ślady swojego ojca (który jest prezesem firmy), jest wolnym duchem, który chciałby być „dziesięciocentówką na ulicy” i cieszyć się swoją młodością. W pewnym momencie serialu wyjawione jest, że Kusano zakochał się w Nobuko. Chłopak jednak uważa, że nie będzie w stanie jej uszczęśliwić i dlatego nie dąży do tego, żeby byli razem. Akira pokazał, że zna karate, kiedy łatwo pobił jednego ucznia, który znęcał się nad swoją dziewczyną, a także kiedy przebił ręką komplet kafelek.
Z natury jest wyrozumiały, łatwo wybacza i zapomina, jeśli dzięki temu będzie w stanie kontynuować przyjaźń z Kiritani i Kotani. Uwielbia mleko sojowe, używa dziwnych powiedzonek, a schodząc ze schodów porusza rękami jakby latał.

#### Kotani Nobuko
Kiedy Kotani była mała, jej ojczym dość okrutnie uświadomił ją, że nie jest jej ojcem. Ta sytuacja spowodowała, że Nobuko jest bardzo nieśmiała. Prowadzi to do tego, że ma trudności z nawiązywaniem kontaktów. Często inni uczniowie się nad nią znęcali. Z tego powodu Kotani stała się cyniczna. Wierzy, że nieważne gdzie będzie i jak bardzo będzie się starać, świat i tak ją odrzuci. Kiedy Shūji i Akira zaczynają jej pomagać, Nobuko zaczyna otwierać się na innych uczniów. Kotani uważa, że Kiritani i Kusano są dla niej najważniejszymi ludźmi. Pod koniec sezonu staje się na tyle pewna siebie, że potrafi się uśmiechać i udzielać w szkole nawet bez pomocy swoich przyjaciół.

### Drugoplanowi

#### Uehara Mariko
To popularna dziewczyna grająca w drużynie koszykówki. Codziennie przynosi lunch dla swojego chłopaka (Kiritani), ponieważ chce, by była kochana tak jak sama kocha. Jest zdruzgotana, kiedy dowiaduje się, że Shūji jej nie kocha, jednak z czasem jest w stanie to zaakceptować. Pomimo że bezpośrednio nie była częścią grupy „produkcyjnej”, jej zachowanie względem Kotani sprawiło, że wywarła duży wpływ na główną bohaterkę. Pod koniec serii umacnia swoją przyjaźń z Nobuko i po wyjeździe chłopców staje się dobrą przyjaciółką Kotani.

#### Aoi Kasumi
To główna antagonistka serii. Przeszkadza w „wyprodukowaniu” Nobuko, ponieważ lubi niszczyć innych i sprawiać, by byli nieszczęśliwi. Kotani uważa Aoi za swoją przyjaciółkę i dlatego nikt jej nie podejrzewa. Zmienia się to, kiedy o jej działaniach dowiaduje się Shūji. Z czasem Aoi uczy się wartości takich jak przyjaźń czy wybaczenie i dzięki Nobuko jest w stanie zacząć od nowa.

#### Kozue Bando
Pierwszą osobą która zaczęła dokuczać Nobucie jest Bando. Ta dziewczyna zawsze jest umalowana, wulgarnie się wysławia. Na początku nienawidzi Nobuko, ale później przestaje jej dokuczać kiedy główna bohaterka mówi że ludzie mogą się zmieniać. Jest bita przez swojego chłopaka, ale mimo to go kocha.

## Obsada
- Kazuya Kamenashi jako Shūji Kiritani
- Tomohisa Yamashita jako Akira Kusano
- Maki Horikita jako Nobuko Kotani
- Erika Toda jako Mariko Uehara
- Takashi Ukaji jako Satoru Kiritani
- Yuto Nakajima jako Koji Kiritani
- Yoshinori Okada jako Takeshi Yokoyama
- Tomoya Ishii jako Yoshida
- Katsumi Takahashi jako Ippei Hirayama
- Fumiko Mizuta jako Kozue Bando
- Shunsuke Daito jako Taniguchi
- Akiko jako Nami
- Tomu Suetaka jako Kondo

## Nagrody
| Ceremonia                                        | Kategoria |
| ------------------------------------------------ | --- |
| 47. gala Nagród Japońskiej Akademii Telewizyjnej | Najlepszy serial, Najlepszy aktor: Kazuya Kamenashi, Najlepsza aktorka drugoplanowa: Horikita Maki, Najlepsza reżyseria, Najlepszy scenariusz, Najlepsza muzyka |
| 9. gala Telewizyjnych Nagród Nikkan Sports       | Najlepszy aktor: Tomohisa Yamashita |